# 三个墩遗址及墓群
三个墩遗址及墓群，位于中国甘肃省玉门市，为一个省级文物保护单位，类型为古遗址。
三个墩遗址及墓群的历史年代为汉代。